# Adelaide de Vilich
Adelaide de Vilich (c. 970 – Colônia, Alemanha, 5 de fevereiro de 1015) foi uma Abadessa de Vilich. Era filha de Megingoz de Brunharinger, Conde de Gueldres e de Gerberga de Metzgau, neta de Carlos, o Simples, Rei dos Francos Ocidentais.
Ainda muito jovem ingressou em um convento ursulita, o Nossa Senhora do Capitólio, fundado por seus pais em Colônia, Alemanha, onde a Regra de São Jerônimo era seguida. Por volta de 980, seus pais fundaram o convento de Vilich, sustentado por um maior na confluência entre os rios Reno e o Sieg, próximo da cidade de Bonn, no sítio do cemitério franco e onde parece ter sido construída anteriormente uma igreja, como a arqueologia contemporânea revelou. Adelaide, então, foi "redimida" de seu convento ursulita através de uma venda de terras e tornou-se abadessa desse novo convento, inicialmente estabelecido como uma comunidade de cônegas. Alguns cônegos foram admitidos no convento de Vilich de modo que a missa pudesse ser celebrada. Após a morte de sua mãe, Gerberga, Adelaide introduziu a estrita Ordem Beneditina em seu convento e passou a insistir que as freiras aprendessem o latim para que pudessem entender a missa.
De acordo com a Enciclopédia Católica, "a fama de sua santidade e de seu poder de produzir milagres rapidamente atraiu a atenção de Santo Heriberto, Arcebispo de Colônia", que, ignorando a alta ascendência carolíngia e otoniana de Adelaide, indicou sua própria abadessa para suceder sua irmã Bertha, então dirigente do convento de Nossa Senhora do Capitólio, em Colônia, que havia acabado de morrer (c. 1000), algo que causou um desconforto no Imperador Otto III, que, levando em consideração a imunidade de interferência eclesiástica do qual o convento de Vilich estava munido, colocou Adelaide como nova abadessa do lugar.
Adelaide morreu em seu convento em Colônia no ano de 1015, mas foi sepultada em Vilich, onde sua festa é solenemente celebrada no dia 05 de fevereiro e rapidamente passou a atrair peregrinos.
A obra hagiográfica Vita Adelheidis (A Vida de Adelaide) contém algumas informações sobre sua família.